# Spherechild
Spherechild ist ein universelles Pen&Paper-Rollenspiel, das von Alexander Hartung entwickelt wurde.

## Konzept
Spherechild-Abenteuer können sich über mehrere Welten erstrecken. Die Spieler haben auf jeder Welt einen Charakter, die miteinander verbunden sind. Nur wenn die Gruppe auf allen Welten erfolgreich ist, gilt ein Abenteuer als gelöst. Das Grundregelwerk enthält die Fantasy-Welt Valcreon und die Sci-Fi-Welt Sol Thu’ma, womit weltenübergreifende Abenteuer schon mit diesem Buch gespielt werden können. Das Konzept von Spherechild ist offen gestaltet, sodass beliebig viele Welten hinzugefügt werden können, ohne Regelanpassungen zu benötigen.

## Editionen und Veröffentlichungen
Das Spiel liegt mittlerweile in der dritten Edition vor. Nach der ersten Edition 2007 wurde 2012 eine äußerlich und inhaltlich stark überarbeitete zweite Edition mit vereinfachten Regeln veröffentlicht. 2018 folgte die dritte Edition, die über ein Crowdfunding finanziert und erstmals vollfarbig gedruckt wurde.
Für die dritte Edition wurde zahlreiches Material veröffentlicht:
•  Die dritte Sphäre Icros' 
•  Bisher drei Kampagnenbände - Die Jünger Kelghus, Die unheilvolle Reise und Infiltration  
•  Der Städteband Teromberg  
•  Die Regionalbeschreibung: Das sinitische Reich  
•  Die Abenteuerbände 1 und 2  
Im Jahr 2025 folgt noch die vierte Sphäre Ma Ika.
Die Werke werden als PDFs sowie Print-on-Demand-Bücher veröffentlicht.

## Die Welten des Spherechild-Universums
Aktuell gibt es drei Welten, die Sphären genannt werden. Die vierte Sphäre – Ma Ika – ist aktuell in Entwicklung.

### Valcreon
„Alte Erzählungen berichten von tödlichen Kreaturen, welche die Fantasy-Sphäre Valcreon heimsuchten. Bestien, die Kinder raubten. Gefährliche Flugechsen, die den Himmel beherrschten und von Magie durchzogene Wesen, die immun gegen jede Art von Zauberei waren. Die Bibliotheken helfen nicht. Die einzige Rettung ist das alte Wissen der Ahnen. Doch deren Aufzeichnungen scheinen verloren.“

### Sol Thu'ma
„Vor zehntausend Jahren zogen grausame Eroberer, die furchterregenden Usuur durch die Science-Fiction-Sphäre Sol Thu’ma. Alle heutigen Völker waren kaum entwickelt, Barbaren ohne gemeinsame Sprache. Erst tausende Jahre später, sollten sie Raumschiffe und Computer erfinden. Nur das Volk der Raan konnte die Sphäre damals beschützen. Jetzt verdichten sich die Anzeichen auf eine Rückkehr der schrecklichen Usuur. Doch die Raan sind längst verschollen.“

### Icros
„Vor einem Jahrhundert sollen außerirdische Invasoren auf der Gegenwarts-Sphäre Icros Sklaven mit ihren Genen infiziert haben. Dies blieb über Generationen unbemerkt. Wissenschaftler hielten Erzählungen darüber für Märchen, bis vor siebzehn Jahren einfache Bürger zu den EN7 mutierten. Diese hochintelligenten, skrupellosen Infiltratoren wollen die Rückkehr der außerirdischen Invasoren nach Icros ermöglichen. Niemand weiß, wer sie aufhalten kann.“

### Ma Ika
Die vierte Sphäre Ma Ika erinnert an das viktorianische Zeitalter. Das kylormische Reich stand kurz vor der Weltherrschaft, als die ersten Erscheinungen auftauchten. Am Anfang waren es kuriose Geschichten, dann verbreiteten sie tödliche Schrecken. Täglich erschienen mehr Geister, Ungetüme und Albträume. Die Armee war machtlos und die Gelehrten verzweifeln. Inzwischen bereiten die Kreaturen auch in den Kolonien Kylorms ihre Schrecken. Der König hat für jeden besiegten Geist eine hohe Belohnung ausgesetzt, doch die Zahl der Opfer ist hoch.

## Belletristik im Spherechild-Universum
Im Jahr 2022 wurde mit Vom Lied alter Zeit der erste Roman zum Spiel veröffentlicht. Die Handlung spielt auf der Welt Valcreon.

## Die ORC-Lizenz
Im Jahr 2024 wurde Spherechild unter die ORC-Lizenz (Open RPG Creative License) gestellt, welche die Produktion von Spherechild-Inhalte durch Drittanbieter erlaubt. Dazu wurde auch ein Logo für Spherechild-Produkte unter dieser Lizenz erschaffen.